# 汪清淪
汪清淪（英語：Ouang Tsin-lon，1899年12月4日—？），號雲浦，中華民國外交官，曾任中華民國駐休斯頓總領事。

## 生平
1899年12月4日，出生於四川峨眉縣。1923年畢業於中國大學政治經濟專業（《現代中華民國滿洲帝國人名鑑》作北京大學），後任中蘇協約委員會祕書。
1924年，任中國大學出版部編輯員。